# ثلاثي أكسيد ثنائي النتروجين
ثلاثي أكسيد ثنائي النتروجين هو مركب كيميائي من النتروجين والأكسجين له الصيغة N2O3، ويكون على شكل سائل أزرق غامق.
ينتمي المركب إلى فصيلة أكاسيد النتروجين، كما أنه يعد بلاماء حمض النتروز، وهو غير مستقر ويتفكك بسهولة في الشروط العادية.

## السميه والسلامة
غاز ثلاثي اكسيد ثنائي النتروجين شديد السميه ويسبب حروق شديده ويتفاعل بالعنف مع المواد العضوية واغلب الكحولات ويؤكسدها وينفجر عند تلامسه مع الهيدرازين

### التحضير
يمكن تحضير ثلاثي أكسيد ثنائي النتروجين من تفاعل كميات متساوية من أحادي أكسيد النتروجين (NO) وثنائي أكسيد النتروجين (NO2) وذلك عند درجات حرارة أدنى من −21 °س. يتفاعل الغازان مع بعضهما البعض في تلك الشروط ويتشكل سائل أزرق داكن اللون من N2O3.
يحضر N2O3 بطريقة أسهل وذلك من تفاعل مسحوق ثلاثي أكسيد الزرنيخ مع حمض النتريك:
{\displaystyle \mathrm {2\ HNO_{3}+As_{2}O_{3}+2\ H_{2}O\longrightarrow 2\ H_{3}AsO_{4}+N_{2}O_{3}} }
كما يمكن الحصول على ثلاثي أكسيد ثنائي النتروجين على شكل غاز بتفاعل نتريت الصوديوم مع محلول مركز من ححمض النتريك.

### الخصائص

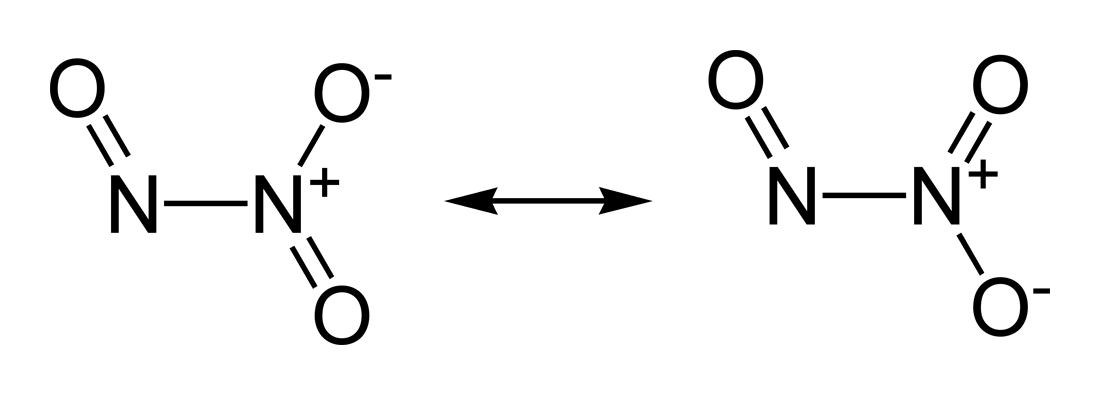
الصيغ الرنينية لمركب ثلاثي أكسيد ثنائي النتروجين

إن مركب ثلاثي أكسيد ثنائي النتروجين غير مستقر أو ثابت كيميائياً، وهو يتفكك في الشروط العادية من الضغط ودرجة الحرارة.
يكون لثلاثي أكسيد ثنائي النتروجين N2O3 بنية جزيئية مستوية ولها تناظر جزيئي من النمط Cs. عادة ما يكون طول الرابطة N–N كما هو الحال في الهيدرازين في مجال 145 نانومتر، ولكن الرابطة N–N في N2O3 تكون أطول من ذلك وتبلغ 186 نانومتر.

### الاستخدامات
يمكن استخدام ثلاثي أكسيد ثنائي النتروجين من أجل تحضير أملاح النتريت، وذلك بتمرير غاز N2O3 في المحاليل القلوية الموافقة:
{\displaystyle \mathrm {N_{2}O_{3}\ +\ 2\ NaOH\ \longrightarrow \ 2\ NaNO_{2}\ +\ H_{2}O} }